# Matej Rojec
Matej Rojec (ur. 6 lipca 1989 w Lublanie) – słoweński wioślarz.

## Osiągnięcia
- Mistrzostwa Świata Juniorów – Brandenburg 2005 – czwórka podwójna – 4. miejsce[1].
- Mistrzostwa Świata Juniorów – Amsterdam 2006 – czwórka podwójna – 6. miejsce[1].
- Mistrzostwa Świata Juniorów – Pekin 2007 – czwórka podwójna – 2. miejsce[1].
- Mistrzostwa Świata U-23 – Račice 2009 – dwójka podwójna – 5. miejsce[1].
- Mistrzostwa Europy – Brześć 2009 – dwójka podwójna – 7. miejsce[1].